# Ion Sârbulescu
Ion Sârbulescu (n. 7 martie 1951, Mehedinți, România) este un om politic român, primul Președinte ales al Consiliului Județean FSN Mehedinți (25 decembrie 1989) și senator (PNL) în legislatura 2000–2004. În cadrul activității sale parlamentare, Ion Sârbulescu a fost membru în grupurile parlamentare de prietenie cu Republica Federală Iugoslavia, Republica Bulgaria și Republica Franceză-Senat.
1. Tinerețea 
După finalizarea studiilor generale și medii (Liceul nr.1 TRAIAN) din Drobeta Turnu Severin, Ion Sârbulescu  a absolvit Facultatea de Științe Economice, Secția Economia Industriei, a Construcțiilor și Transporturilor din cadrul Universității (de Vest) Timișoara.
S-a căsătorit cu Viorica (Motoc) Sârbulescu și are o fiică Ioana–Mădălina Sârbulescu.
2. Activitatea profesională 
În cadrul Județului Mehedinți a îndeplinit multe funcții de conducere :
Director de Dezvoltare Economico-Socială, Director Coordonator SC ASTRA SA, Director General Finanțe Publice și Control Financiar de Stat, Președinte(Secretar de Stat) și Director General al Regiei Autonome pentru Activități Nucleare și altele.
3. Activitatea politică
După Revoluție, Ion Sârbulescu urmează o carieră liberală (lider PNL-AT, Președinte PL’93 Mehedinți), iar după unificare, membru marcant al Partidului Național Liberal. În anul 2000 este ales Senator al României pe listele Partidului Național Liberal (13 senatori PNL!).
În cadrul Senatului României a fost membru al Comisiei Permanente pentru Privatizare, membru al Comisiei Permanente Economice, vicepreședinte al Comisiei Permanente Buget-Finanțe-Bănci, membru al Comitetului Director al Grupului Român al Uniunii interparlamentare, Președintele Grupului parlamentar de prietenie România Yugoslavia (Serbia-Muntenegru).
În anul 2007 i se retrage sprijinul politic de către Conducerea PNL Mehedinți. Urmează o scurtă perioadă, alături de alți foști liberali, în cadrul Partidului Liberal-Democrat dar, după unificarea cu Partidul Democrat și înființarea PD-L, se retrage și la propunerea PSD, candidează pentru funcția de primar al municipiului Drobeta Turnu Severin cu programul “Bună dimineața”, Severin!”.
În perioada de după 2008 este unul dintre susținătorii Programului Uniunii
Social-Liberale(USL), considerând această variantă ca soluția pentru ieșirea din criza economică și politică accentuată.
4. Activitatea publicistică
- - “Fiscalitatea și reforma sistemului fiscal românesc” – impozitul pe venit(global)- contribuție;
- - “Protecția consumatorilor și concurența pe piață”(I), coautor;
- - “Protecția consumatorilor – Drepturile fundamentale ale consumatorilor(II), coautor;
- - “Producerea apei grele și monitorizarea on-line a calității factorilor de mediu la ROMAG-PROD“, coautor;
- - “Prezent la ora de istorie”(memorialistică), coautor;
- - “Cafeaua de la ora 7”, autor;
- - “Chip de lună”(ediție revizuită), autor;
- - “Scurtă istorie a poeziei românești din Voivodina”(analogie literară), coautor;
- - “Severinul prin noi înșine”, autor.
- - “Valorile liberale și dezvoltarea economică a României – inițiative liberale” - autor;
- - “Bună dimineața, Severin!” – autor
- - “Fericitele dezamăgiri” – autor.